# Arambourgisuchus
Arambourgisuchus (nombre que significa "cocodrilo de [Prof. Camille] Arambourg") es un género extinto de crocodilomorfo dirosáurido del Palaeoceno tardío de Marruecos, hallado en la región de Sidi Chenane en 2000, a través de una colaboración entre instituciones de Francia y de Marruecos, y fue descrito en 2005 por un equipo liderado por el paleontólogo Stéphane Jouve.
La especie tipo y única especie descubierta es A. khouribgaensis, llamada así por el pueblo de Khouribga, en cuyas proximidades el holotipo fue hallado.

## Material

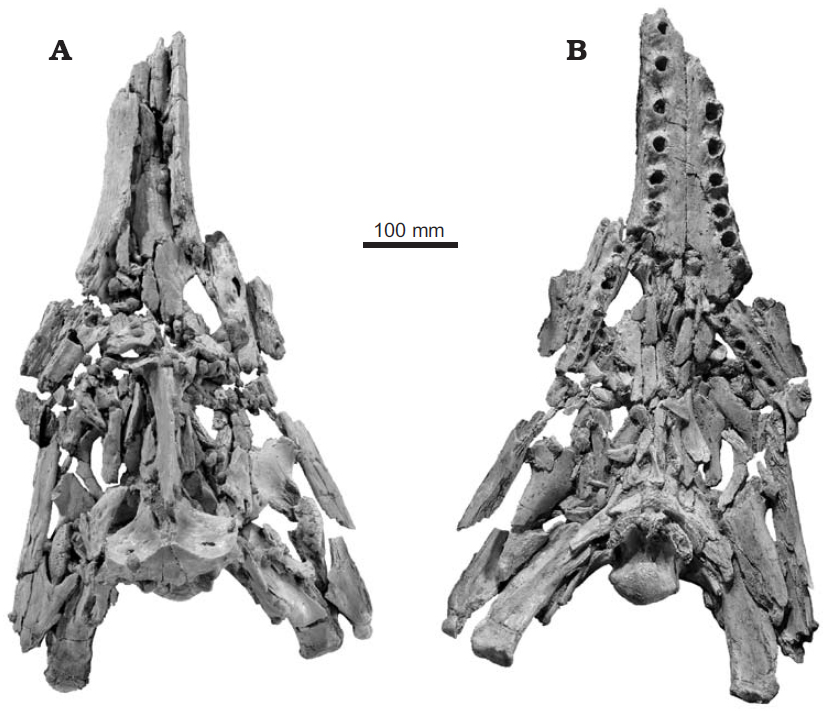
Cráneo del holotipo visto desde arriba y desde abajo.

Se han descubierto cuatro especímenes de este taxón:
- OCP DEK-GE 300 (holotipo): un cráneo casi completo y destrozado, que carece de la parte anterior del rostro.
- OCP DEK-GE 18: Un cráneo casi completo y aplastado, incluye la mandíbula.
- OCP DEK-GE 269: Parte posterior de la sínfisis mandibular con cinco o seis alvéolos de cada lado.
- OCP DEK-GE 1200: Porción anterior de una sínfisis mandibular.

Los restos de A. khourgbaensis fueron encontrados en una mina de fosfato en la región de Sidi Chenane, parte de la Cuenca Ouled Abdoun. La edad de este animal sería entonces el Tanetiano (finales del Paleoceno).

## Sistemática
Arambourgisuchus khourbgaensis es un miembro de Dyrosauridae, basándose en la presencia de las siguientes sinapomorfias:
- Presencia de grandes tuberosidades occipitales
- Fenestra supratemporal más larga que ancha

De acuerdo a Jouve et al. (2005), este género es posiblemente una de las formas más derivadas, pero la carencia de mejores materiales hace dificultosa una correcta determinación de sus afinidades.

## Palaeobiología
El cráneo de A. khourbgaensis era proporcionalmente uno de los más largos entre todos los Dyrosauridae, alcanzando una longitud de 1 metro. Sus dientes eran afilados pero fuertes y grandes, así como menos numerosos que los de Dyrosaurus phosphaticus. Como otros dirosáuridos, se trataba de un depredador marino.